# Inyoka swazicus
Inyoka swazicus – gatunek węża z rodziny Lamprophiidae.

## Systematyka
W związku z wynikami prowadzonych badań, przeniesiono go z rodzaju Lamprophis do nowo utworzonego monotypowego rodzaju Inyoka.

## Występowanie
Węże te występują endemicznie w górach na terenie prowincji Mpumalanga, Limpopo i KwaZulu-Natal w Republice Południowej Afryki oraz w Suazi. Są spotykane na wysokościach 1400–1900 m n.p.m.

## Ekologia
Osobniki tego gatunku osiągają rozmiary od 50 do 70 centymetrów. Ciało na grzbiecie i po bokach w kolorze czerwono-brązowym, brzuch kremowo-biały. 
Poluje nocami, dzień spędza w ukryciu. Podstawą pożywienia są jaszczurki.
Samica składa w lecie kilka wydłużonych jaj.